# Coppa del Mondo di baseball femminile
La Coppa del Mondo di baseball femminile è un torneo internazionale nel quale competono squadre di baseball femminile
da tutto il Mondo. È gestita dalla International Baseball Federation. Nelle quattro volte in cui s'è tenuto, il torneo è stato vinto due volte dagli Stati Uniti e più recentemente cinque volte consecutive dal Giappone.

## Storia
Il torneo inaugurale della Coppa del Mondo di Baseball femminile fu tenuto a Edmonton, in Canada dal 30 luglio all'8 agosto 2004 dopo esser stato previsto dalla International Baseball Federation nel 2002. Prima di questo torneo l'unico altro torneo era stato il Women's World Series che solitamente coinvolgeva tre o quattro nazioni, di solito l'Australia, il Canada, il Giappone e, occasionalmente, gli Stati Uniti.

## Formula della competizione
Tutte le nazionali in competizione giocano una partita conto ciascuna nazionale avversaria. Le quattro migliori squadre vanno in semifinale.
A questo punto ci sono gli scontri diretti. La squadra qualificatasi nel girone all'italiana al primo posto contro quella classificatasi al quarto e quella classificatasi al secondo posto contro quella classificatasi al terzo. Le squadre che perdono le semifinali giocano la finale per il 3º posto, mentre le vincenti disputano la finale per il 1º posto.
Tutte le gare durano sette inning con l'eccezione della mercy rule applicata quando una squadra è in vantaggio di 12 punti dopo 4 inning o 10 punti dopo 5 inning.

## Risultati
| Anno          | Paese ospitante |             | Finale     | Finale      | Finale        |               | Semifinalisti | Semifinalisti |  | Numero delle squadre |
| Anno          | Paese ospitante | Campioni    | Punteggio  | 2º posto    | 3º posto      | 4º posto      |               |               |  | Numero delle squadre |
| 2004 Dettagli | Edmonton        | Stati Uniti | 2–0        | Giappone    | Canada        | Australia     | 5             |               |  |                      |
| 2006 Dettagli | Taipei          | Stati Uniti | 13–11      | Giappone    | Canada        | Australia     | 7             |               |  |                      |
| 2008 Dettagli | Matsuyama       | Giappone    | 12–2 (F/5) | Canada      | Stati Uniti   | Australia     | 8             |               |  |                      |
| 2010 Dettagli | Maracay         | Giappone    | 13–3 (F/5) | Australia   | Stati Uniti   | Venezuela     | 11            |               |  |                      |
| 2012 Dettagli | Edmonton        | Giappone    | 3-0 (F/5)  | Stati Uniti | Canada        | Australia     | 8             |               |  |                      |
| 2014 Dettagli | Miyazaki        | Giappone    | 3-0 (F/5)  | Stati Uniti | Australia     | Canada        | 8             |               |  |                      |
| 2016 Dettagli | Pusan           | Giappone    | 10–0 (F/5) | Canada      | Venezuela     | Taipei cinese | 12            |               |  |                      |
| 2018 Dettagli | Viera           |             | Giappone   | 6–0 (F/5)   | Taipei cinese |               | Canada        | Stati Uniti   |  | 12                   |

## Medagliere
| Posizione | Nazione       | Oro | Argento | Bronzo | 4º posto | Totale |
| --------- | ------------- | --- | ------- | ------ | -------- | ------ |
| 1         | Giappone      | 6   | 2       | 0      | 0        | 8      |
| 2         | Stati Uniti   | 2   | 2       | 2      | 1        | 7      |
| 3         | Canada        | 0   | 2       | 4      | 1        | 7      |
| 4         | Australia     | 0   | 1       | 1      | 4        | 6      |
| 5         | Taipei cinese | 0   | 1       | 0      | 1        | 2      |
| 6         | Venezuela     | 0   | 0       | 1      | 1        | 2      |